# Anthony Comstock
Anthony Comstock, född 7 mars 1844, död 21 september 1915, var en amerikansk sedlighetsagitator.
Comstock blev 1872 verksam medlem av en kristen ungdomsförening och arbetade framför allt mot "omoralisk litteratur". 1873 grundade han en särskild föreninge för detta syfte, The New York society for suppression of vice, som snart fick stöd av lagstiftningen. De förbud som genom Comstocks initiativ instiftades drabbade författare som Giovanni Boccaccio, Honoré de Balzac, Émile Zola, Alphonse Daudet och Thomas Hardy.